# 로마니타스
로마니타스(Romanitas)란 로마 제국의 순수한 라틴 문화를 일컫는 말이다. 이 개념이 형성되는데 키케로가 크게 기여했다. 로마니타스는 고대에는 쓰이지 않는 말이었으나, 근대 작가들이 옛 로마에서 받은 영감을 나타낼 때 쓰는 말이었다. 이것은 매우 많은 뜻을 지니고 있으나, 요컨대 로마적인 것(즉, 라틴어 '로마性Roman-ness')이다. 로마적 이상(理想)은 시민/병사/농부가 일치된 형태였다. 농부는 자기 손으로 땅을 일구는 근면하며 검역하고 실용적인 사람이다. 병사는 로마의 이름으로 자신의 목숨도 바치며 명령에 복종하는 용감하고 강한 사람이다. 가이우스 마리우스 시대에 로마의 상비군 제도가 생기기 전에는 로마의 군대란 시민 병사로 이루어진 방어군으로서, 전시에 조직되고 평화기에는 해산하는 형태였다. 이렇듯 시민/병사/농부의 이상적인 인물은 루키우스 퀸크티우스 킨킨나투스였다. 로마 전설에 따르면 킨킨나투스는 자신의 농장을 가꾸다가, 전령이 와서 로마가 적의 공격을 받아 그를 독재관으로 임명한다는 소식을 접하게 된다. 처음에 그는 출사하기를 주저했지만, 원로원은 그에게 간청한다. 결국 그는 몇 주 만에 적 부족을 물리쳤으며, 절대 권력을 휘두를 수 있는 6개월의 독재관 임기가 아직 남았지만 그는 다시 자신의 집으로 돌아갔다.
초기 공화정 시대 로마 사람들이나 로마의 지식인들은 이렇듯 그라비타스(Gravitas, '장중함'을 의미하는데 이것은 책임감과 의무감에서 나오는 것이다.)의 미덕을 가지고 실천하는 것을 무척 높이 샀다. 실로 그라비타스는 초기 로마 공화정 사회의 가장 숭고한 가치였다.

"치부(致富)에 대한 로마의 관습과 도의는 카르타고의 인식보다 우수했다. 후자의 입장에서는 이익을 얻는 것은 전혀 불명예스러운 일이 아니다. 그러나 전자의 눈으로는 부정한 이익을 취하거나 뇌물을 받는 것보다 더 수치스러운 일은 없었다. 그들은 정당한 이윤이 칭찬받을만 하듯이, 불법적인 돈거래는 비난의 대상이 된다고 생각했다. 이 사실은 다음으로 증명할 수 있다. 카르타고인들은 공공연한 뇌물로 관직을 샀지만, 로마인들은 이를 사형으로 처벌했다."

로마인들이 돈을 관리하는 방법에서도 그들의 덕성인 정직과 신뢰성을 찾을 수 있다. 폴리비오스는 다음과 같이 말했다. "그리스의 정치가들은 한가지 재능이 있으면, 서기 열명의 보호를 받고 많은 보증인과 증인들이 있어도 신뢰를 지키지 못하는 반면 로마인들은 관직에 앉아서 거액의 돈을 만져도 자신들이 한 서약을 철저히 중시하여 신뢰를 져버리지 않는다."
그들의 문화적 성격은 모범적인 공화제를 통해 자기 통치를 발달시키며, 그리하여 이들 계급은 로마 공화정의 근간을 이루었다.
로마 고전 문학의 광범위한 영향으로 말미암아, 시민/병사/농부의 개념은 식민지 시대와 초기 미국에도 뿌리를 내린다.

## 종교적 용례
- 로마 가톨릭교회에서는 수백년간 로마니타스란 낱말을 로마 교회 문화를 지칭하거나 혹은 베드로와 교황에 대한 충실함을 나타낼 때 쓰였다.
- 성 피우스 10세회 미덕을 로마니타스라 부른다.